# Shazan, Xerife e Cia.
Shazan, Xerife e Cia. é uma série de televisão brasileira produzida pela TV Globo e exibida de 26 de outubro de 1972 a 1 de março de 1974, às 21h00, tendo totalizado 66 episódios. Os protagonistas Shazam (Paulo José) e Xerife (Flávio Migliaccio) apareceram pela primeira vez na novela O Primeiro Amor. Com o grande sucesso da dupla, principalmente com o público infanto-juvenil, eles ganharam uma série própria.
Em 1998, o escritor Walter Negrão comemorou os 25 anos dos dois personagens principais, chamando os dois atores, Paulo José e Flávio Miggliaccio, para interpretar os mesmos personagens na novela Era uma Vez...

## Enredo
Protagonizada pelos mecânicos Shazam e Xerife, os dois amigos viviam suas aventuras a bordo da “camicleta”, um veículo que era a mistura de bicicleta e caminhão, percorrendo as estradas do país e se envolviam em várias aventuras, que acabavam desviando os dois do objetivo de encontrar a peça mágica.

## Elenco
| Ator              | Personagem |
| ----------------- | ---------- |
| Paulo José        | Shazam     |
| Flávio Migliaccio | Xerife     |
| Lúcia Alves       | Helô       |
| Mário Gomes       | Fernando   |
| Lícia Magna       | Tetê       |

## Curiosidades
A “camicleta” era um veículo com um aspecto circense e funcionava como uma casa e oficina ambulantes, como um chuveiro e uma foto de Santos Dumont, símbolo do inventor brasileiro.
Em 2022, a Cinemateca de Curitiba lançou uma edição ampliada do livro "Camicleta - Manual dos Proprietários", de Saulo Adami, que conta bastidores série de TV.